# Alexandra Tyler
Alexandra Tyler Abercrombie (Sacramento, California, 9 de mayo de 1994) es una modelo estadounidense que ha protagonizado el póster central de la revista Playboy.

## Biografía

### Primeros años
Tyler a inicios de su adolescencia empezó en el mundo artístico trabajando en la Universidad central de Sacramento bajo el apoyo de su pequeña familia compuesta por sus padres y una hermana menor, iniciando como una pintora, tyler deseaba expresar pequeñas obras con el fin de persuadir a cualquier público y con su fin de tener el título de una maestra especial. Luego de obtener una beca en los primeros semestres Tyler fue trasladada junto a su madre a Los Ángeles donde descubrió su especialidad como modelo.

### Carrera
Animada por su madre, Tyler asistió a un casting de modelaje disponible en Los Ángeles mientras aún estudiaba, ya después de firmar contratos con pequeños estudios de moda, tyler quiso proseguir modelando todo un tiempo completo y logró terminar sus estudios un año antes, después de eso decidió quedarse a vivir en Los Ángeles y logró trabajar en campañas con Volcom y L'Oréal y varios de sus artículos fueron publicados en las empresas de Nueva York a finales de 2014.
Ya a inicios de 2015 Tyler conoció al fotógrafo Michael Bernard que se encontraba trabajando con la Playmate y también amiga de Tyler, Brittny Ward; la quien le recomendó a Bernard trabajar con la modelo para que también se incursionara como Playmate y así Tyler fue elegida como Playmate del mes de abril en ese mismo año en Playboy.